# التل الكبير (قرية)
قرية التل الكبير هي إحدى القرى التابعة لمركز بدر في محافظة البحيرة في جمهورية مصر العربية. حسب إحصاءات سنة 2006، بلغ إجمالي السكان في التل الكبير 4844 نسمة، منهم 2509 رجل و2335 امرأة.